# 서학 (배우)
서학(徐學, 1952년 2월 8일 ~ )은 대한민국의 배우이다.

## 연기 활동

### 드라마
- 1986년 MBC 특집드라마 《북으로 간 여배우》 ... 박춘명 역
- 1987년 KBS 1TV 청춘드라마 《사랑이 꽃피는 나무》 ... 서승기 역
- 1989년 KBS 2TV 미니시리즈 《무풍지대》 ... 최영규 역
- 1991년 KBS2 단막극 《KBS 드라마게임 - 그리움을 향하여》대학 교수 역
- 1992년 KBS 1TV 대하드라마 《삼국기》 ... 원효 역
- 1992년 SBS 주말극장 《두려움 없는 사랑》 ... 지수 역
- 1993년 MBC 월화미니시리즈 《걸어서 하늘까지》 ... 연수 매형 역
- 1993년 MBC 특별기획드라마 《제3공화국》 ... 정성태 역
- 1993년 KBS 1TV 실록 《다큐멘터리극장》 ... 윤성민 육참차장 역
- 1994년 KBS 드라마게임 《친자확인》 ... 남편 역
- 1995년 KBS 2TV 특별기획드라마 《땅울림》 ... 최한기 역
- 1995년 KBS 1TV 청소년드라마 《신세대 보고 - 어른들은 몰라요》
- 1995년 KBS 2TV 대하드라마 《서궁》 ... 기자헌 역
- 1995년 MBC 특별기획드라마 《제4공화국》 ... 노재현 국방부 장관 역
- 1995년 KBS 1TV 대하드라마 《찬란한 여명》 ... 김윤식 역
- 1996년 KBS 1TV 대하드라마 《용의 눈물》 ... 심효생 역
- 1998년 KBS 1TV 대하드라마 《왕과 비》 ... 박원형 역
- 1998년 SBS 드라마 스페셜 《단단한 놈》 ... 최 주방장 역
- 2000년 KBS 2TV 특별기획드라마 《천둥소리》 ... 기자헌 역
- 2001년 SBS 드라마 스페셜 《순자》 ... 월매전 감독 역
- 2001년 SBS 대하사극 《여인천하》 ... 안당 역
- 2001년 KBS2 시츄에이션 《부부클리닉 사랑과 전쟁 - 딸의 친구》 ... 영남 역
- 2002년 SBS 대하드라마 《야인시대》 ... 이익흥 역
- 2003년 KBS2 단막극 《결혼이야기 - 범생이의 첫사랑》